# الأطباء الحفاة

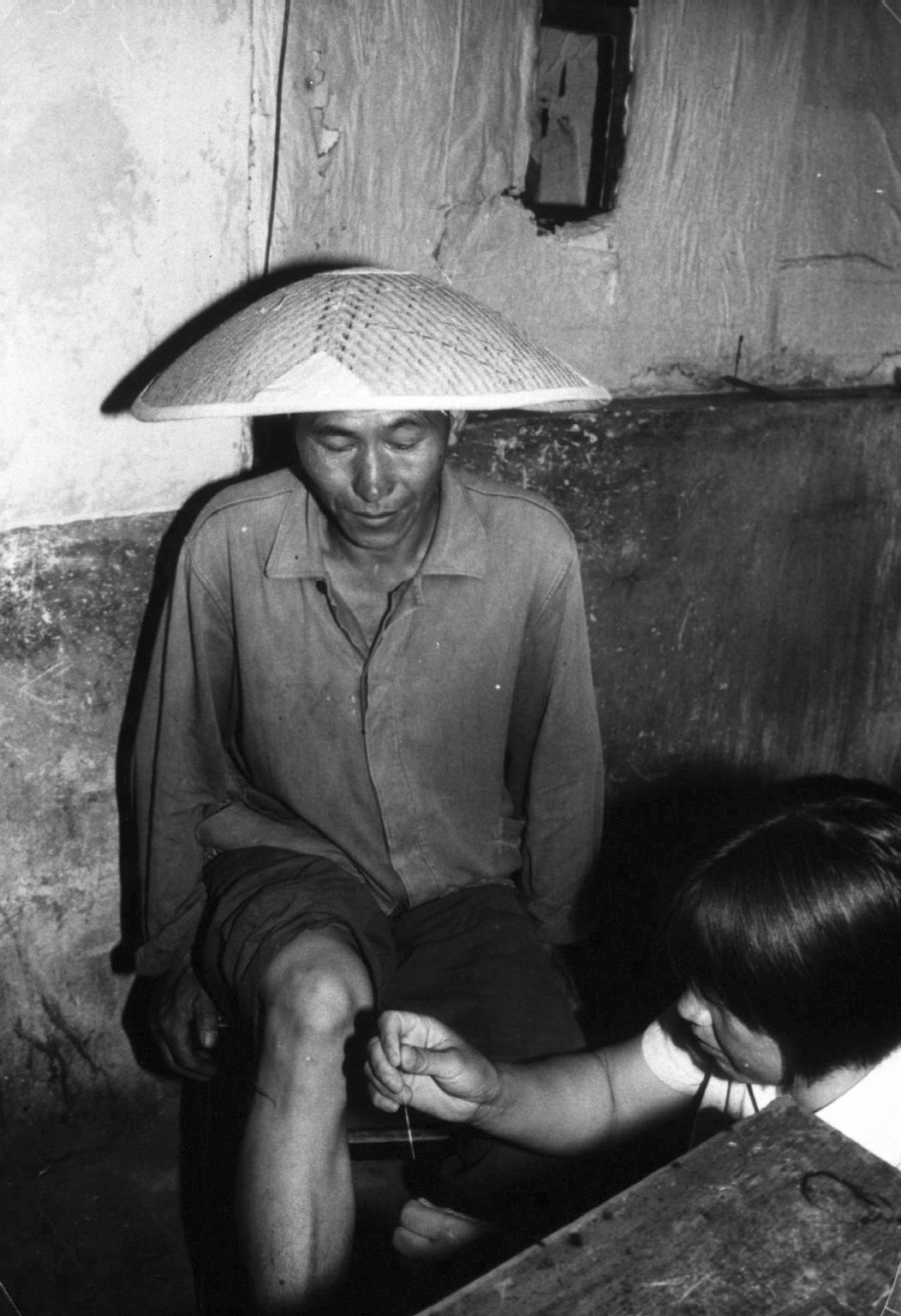
أحد الأطباء الحفاة يقدم علاج الوخز بالإبر لرجل صيني

الأطباء الحفاة هم الأفراد الذين يتلقون تدريباًً طبياً ليقوموا بتقديم الرعاية الطبية في المناطق والتجمعات التي لا تتوفر فيها العيادات والمستشفيات الحديثة. هؤلاء الأفراد قد يكونون من الأطباء أو لا. والمناطق التي يخدمون فيها عادة ما تكون مناطق ريفية نائية أو مناطق تجمعات سكانية نشأت ونمت عشوائياً في أطراف المدن الكبرى. ومصطلح «الأطباء الحفاة» مشتق من البرنامج الذي تبنته جمهورية الصين الشعبية لتأهيل الآلاف تأهيلاً شبه مهني في مجال الطب ليوفروا الخدمات الصحية للتجمعات السكانية النائية والمترامية.
شبّهت منظمة الصحة العالمية عمل الأطباء الحفاة بالعمل الذي يقوم به المسعفين في أوروبا. كما ألهمت الفكرة العديد من خبراء الصحة في الولايات المتحدة وبريطانيا، والذين نشروا مقالات في سبعينيات القرن العشرين تدعو إلى تبني النموذج الصيني، وهذا ما تم بالفعل مع ظهور مهنة مساعد الطبيب، الشبيهة إلى حد كبير في مجال عملها بعمل الطبيب الحافي. الفكرة كانت محل اهتمام حركة الرعاية الصحية الأولية كذلك، وذات تأثير كبير على إعلان ألما-آتا الذي صدر عن الحركة في المؤتمر الذي عقد في كازاخستان السوفييتية عام 1978.